# Cantón de Chéroy
El cantón de Chéroy era una división administrativa francesa, que estaba situada en el departamento de Yonne y la región de Borgoña.

## Composición
El cantón estaba formado por dieciséis comunas:
- Brannay
- Chéroy
- Courtoin
- Dollot
- Domats
- Fouchères
- Jouy
- La Belliole
- Montacher-Villegardin
- Saint-Valérien
- Savigny-sur-Clairis
- Vallery
- Vernoy
- Villebougis
- Villeneuve-la-Dondagre
- Villeroy

## Supresión del cantón
En aplicación del decreto nº 2014-156 del 13 de febrero de 2014, el cantón de Chéroy fue suprimido el 1 de abril de 2015 y sus 16 comunas pasaron a formar parte del nuevo cantón de Gâtinais en Borgoña.